# Lex superior derogat legi inferiori
Lex superior derogat legi inferiori или Lex superior derogat inferiori означава, че закон или нормативен акт (или правна норма от такъв акт) от по-висока степен отменя нормативен акт или подзаконов нормативен акт по приложението на закона (или правна норма от такъв акт) в случаите на колизия в правото.
Това правило се следва от йерархичното положение на законите или нормативните актове един спрямо друг. Също така нормативен акт или закон (или правна норма от такъв акт) не може да противоречи на Конституцията или на международните договори, ратифицирани по конституционен ред, обнародвани и влезли в сила за Република България, понеже последните имат по-голяма правна сила.